# Europejskie Igrzyska Halowe w Lekkoatletyce 1969 – sztafeta 4 × 1 okrążenie kobiet
Sztafeta 4 × 1 okrążenie kobiet – jedna z konkurencji biegowych rozgrywanych podczas lekkoatletycznych europejskich igrzysk halowych w hali Palac Lodowy w Belgradzie. Rozegrano od razu bieg finałowy 9 marca 1969. Długość jednego okrążenia wynosiła 195 metrów. Zwyciężyła reprezentacja Francji. Tytułu z poprzednich igrzysk nie broniła sztafeta Republiki Federalnej Niemiec.

## Rezultaty

### Finał
Rozegrano od razu bieg finałowy, w którym wzięły udział 4 sztafety.

Opracowano na podstawie materiału źródłowego.
| Miejsce | Reprezentacja | Zawodniczki                                                             | Czas   |
| ------- | ------------- | ----------------------------------------------------------------------- | ------ |
| 1       | Francja       | Odette Ducas, Sylviane Telliez, Colette Besson, Christiane Martinetto   | 1:34,3 |
| 2       | ZSRR          | Galina Bucharina, Wira Popkowa, Ludmiła Gołomazowa, Ludmiła Samotiosowa | 1:34,6 |
| 3       | Jugosławia    | Darja Marolt, Verica Ambrozi, Ljiljana Petnjarić, Marijana Lubej        | 1:36,9 |
| 4       | Austria       | Inge Aigner, Maria Sykora, Liese Prokop, Johanna Kleinpeter             | 1:42,0 |